# Топольчани (район)
Район Топольчани (словац. Okres Topoľčany) — район Словакии. Находится в Нитранском крае.

## Население
| Год:                | 1994   | 2004    | 2014    | 2024    |
| ------------------- | ------ | ------- | ------- | ------- |
| Количество человек: | 74 298 | 74 058  | 71 586  | 69 278  |
| Разница:            |        | −0,32 % | −3,33 % | −3,22 % |

### Статистические данные (2001)
Национальный состав:
- Словаки — 98,3 %
- Чехи — 0,6 %

Конфессиональный состав:
- Католики — 88,1 %
- Лютеране — 3,3 %

## Археология

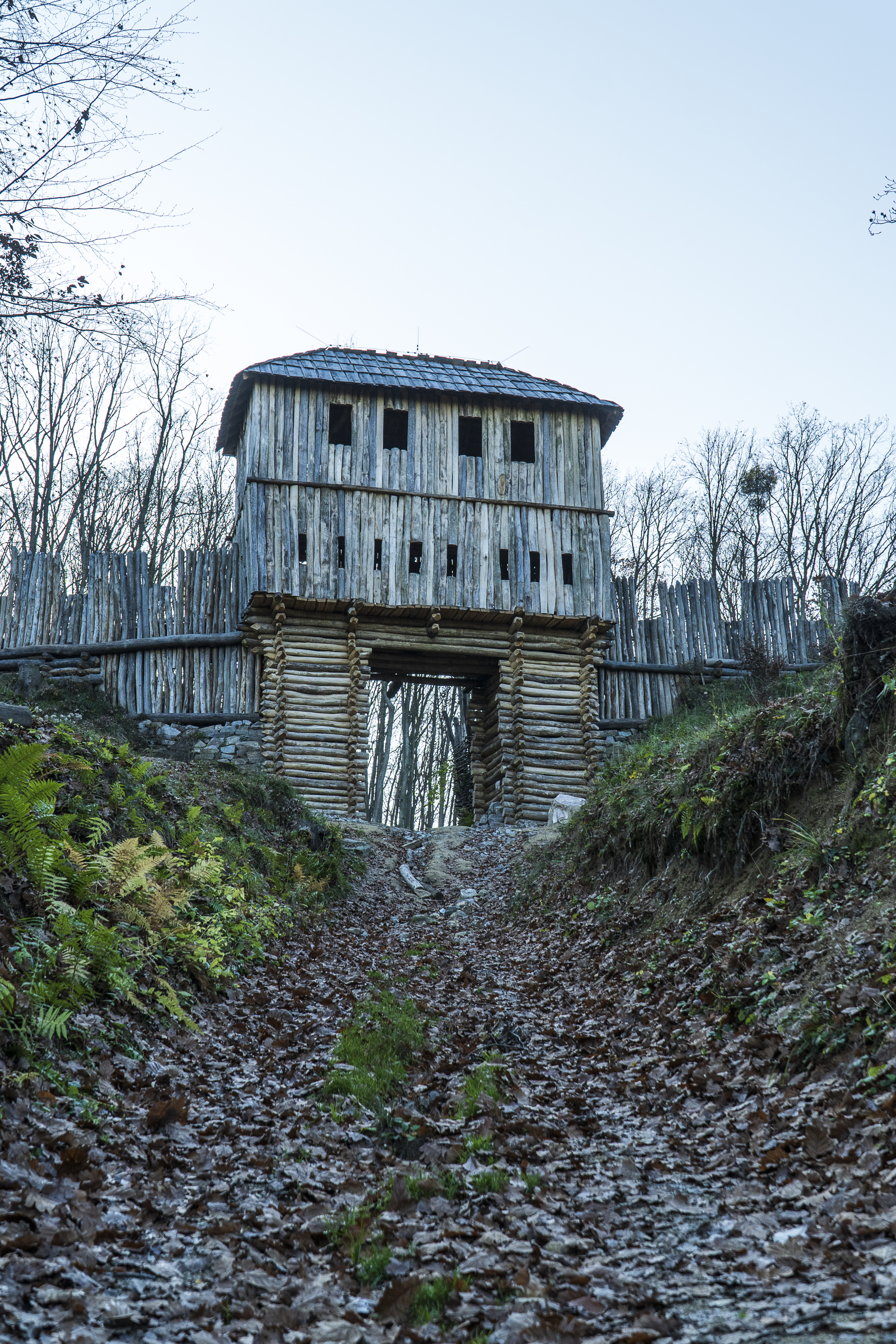
Копия въездных ворот городища Бойна I (Валы)

На территории нынешнего селения Бойна (Bojná) в Словакии с 800 по 920 годы существовала агломерация трёх укреплённых поселений — одна из крупнейших в Великой Моравии. Большое количество найденных артефактов служит доказательством того, что в Бойне была резиденция местного княжеского рода. Здесь были обнаружены, к примеру, литые колокола, ювелирные изделия, тысячи кованых предметов: копья, стрелы, рабочие инструменты крестьян и ремесленников, обломки мечей, скрамасаксы. На комплекте из шести позолоченных рельефных медалей с переносного алтаря выбиты короткие тексты, датируемые 780—820 годами, которые являются первыми доказательствами использования письменности центрально-европейскими славянами. На одной из надписей можно прочитать фразу «Я верю в Бога», а в другой упоминается Архангел Михаил. Система славянских городищ лежит на юго-востоке подножия гор Поважски-Иновец на стратегической точке между бассейнами рек Ваг и Нитра. Перевал рядом с Bojná охранялся городищами Bojná I (Валы), Bojná II (Градиско), Bojná III (Žihľavník) и селищами Bojná IV (Новые Валы) и Бойна V. Местность находится близко к другим великоморавским поселениям Победим, Дуцове и Нитрьянска Блатница. Самое большое городище Бойна I (Валы) имело площадь 12 га. Большинство его укреплений появилось, скорее всего, после смерти короля Святополка в 894 году. Открытие древних фортов в Бойне опровергло гипотезу о том, что Нитра была единственным укреплённым великоморавским поселением на территории Словакии в IX веке. Самые значительные находки из городища Валы и других мест выставлены в Археологическом музее Великой Моравии, который находится в центре деревни Бойна́ в здании администрации.
Погребения были обнаружены в деревне Завада (недалеко от Бойны) и на кладбище в Радошине с примерно двумя сотнями могил. В курганном захоронении конца VIII - начала IX века был похоронен всадник со снаряжением, важный представитель общества того времени.